# 히라쓰촌
히라쓰촌(平津村)은 일본 오카야마현 미쓰군에 있던 촌이다. 현재의 오카야마시 기타구의 일부에 해당한다.

## 역사
- 1889년 6월 1일 - 정촌제 시행에 의해 쓰다카군 히라쓰촌이 발족하였다.
- 1900년 4월 1일 - 쓰다카군과 미노군이 합병해 미쓰군이 되었다.
- 1955년 1월 1일 -  마야시모촌, 이치노미야촌과 합병해 이치노미야정이 발족, 동일 이치노미야촌은 폐지되었다.

## 교통

### 철도
- 일본국유철도
  - 기비선